# Іспанія на зимових Олімпійських іграх 2018
Іспанія на зимових Олімпійських іграх 2018, що проходили з 9 по 25 лютого в Пхьончхані (Південна Корея), була представлена 13 спортсменами в 5 видах спорту.

## Медалісти
| Медалі | Спортсмени       | Вид спорту      | Дисципліна                  | Дата      |
| ------ | ---------------- | --------------- | --------------------------- | --------- |
| Бронза | Рехіно Ернандес  | Сноубординг     | сноубордкрос (чоловіки)     | 15 лютого |
| Бронза | Хав'єр Фернандес | Фігурне катання | одиночне катання (чоловіки) | 17 лютого |

## Спортсмени
| Вид спорту      | Чоловіки | Жінки | Всього |
| --------------- | -------- | ----- | ------ |
| Фігурне катання | 3        | 1     | 4      |
| Усього          | 3        | 1     | 4      |